# Michel Létourneau
Pour les articles homonymes, voir Létourneau.
Cet article possède un paronyme, voir François-Michel Le Tourneau.
Michel Létourneau (né le 10 octobre 1949 à Montréal et mort le 1er octobre 2019 à Québec) est un homme politique québécois et a été député péquiste de la circonscription d'Ungava à l'Assemblée nationale du Québec entre 1994 et 2007. 

## Biographie

### Jeunesse et formation
Michel Létournau naît à Montréal, le 10 octobre 1949. Il est le fils de Laurent Létourneau, rembourreur, et d'Anita Lalumière.
En 1982, il obtient un baccalauréat en récréologie de l'Université du Québec à Trois-Rivières. En 1990, il obtient une maîtrise en administration publique de l'École nationale d'administration publique de Montréal. De 2007 à 2011, il complète un doctorat en géopolitique nordique à l'Université Paris-Sorbonne IV.

### Carrière
De 1979 à 1985, Michel Létourneau est directeur du Service des loisirs, de la culture et du tourisme à la Municipalité de la Baie-James. De 1985 à 1990, il est directeur général du Conseil régional des loisirs de Lanaudière. De 1990 à 1994 il est directeur général de la Société de développement de la Baie-James.
De 1985 à 1990, Michel Létourneau est consultant volontaire au Service administratif canadien outre-mer. En 1991 et 1992, il est membre du conseil d'administration de l'Hôpital de Chibougamau, ainsi que de l'Institut d'administration publique du Canada pour la région de Montréal, de 1991 à 1994.

### Décès
Michel Létourneau décède le 1er octobre 2019 à Québec.

## Carrière politique

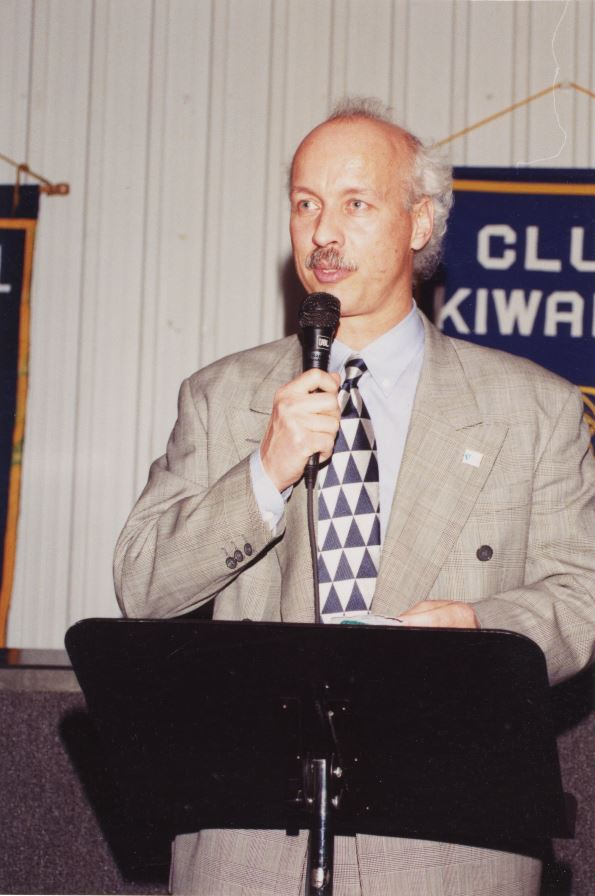
Michel Létourneau à Chibougamau, 1997.

En 1981 à 1985, Michel Létourneau est conseiller municipal à la Ville de Matagami. 
Lors des élections générales de 1994, il est élu député du Parti québécois dans la circonscription d'Ungava. Il succède au député péquiste Christian Claveau. Michel Létourneau est réélu en 1998 et en 2003.
Du 27 septembre 1995 au 29 janvier 1996, Michel Létourneau est l'adjoint parlementaire du Premier ministre Jacques Parizeau. Du 29 janvier au 19 juin 1996, il est l'adjoint parlementaire du ministre responsable de la région de l'Abitibi-Témiscamingue et de la région Nord-du-Québec, puis l'adjoint parlementaire du ministre responsable de la région de Lanaudière et de la région du Nord-du-Québec, du 19 juin 1996 au 24 septembre 1997. Du 10 avril 1997 au 28 octobre 1998, il est l'adjoint parlementaire du ministre délégué aux Affaires autochtones. Du 19 juin 1996 au 28 octobre 1998, il est secrétaire régional pour la région du Nord-du-Québec. Entre le 28 janvier 1999 et le 30 janvier 2002, Michel Létourneau occupe le poste d'adjoint parlementaire pour les Premiers ministres Lucien Bouchard et Bernard Landry.
Du 30 janvier 2002 au 29 avril 2003, Michel Létourneau occupe le poste de ministre délégué au Développement du Nord québécois, dans le cabinet du Premier ministre Bernard Landry. Du 13 février 2002 au 29 avril 2003, il occupe le poste de ministre délégué aux Affaires autochtones.
Michel Létourneau ne se représente pas lors des élections générales de 2007. Son successeur est le député péquiste Luc Ferland. Le 15 novembre 2012, il est nommé Secrétaire général associé au ministère du Conseil exécutif chargé du Secrétariat aux affaires autochtones, pour le gouvernement de Pauline Marois.

### Résultats électoraux
Lors des élections générales de 1994, Michel Létourneau obtient 7 276 voix, soit 54,19% des votes. Ses adversaires Victo Murray, candidat pour Parti libéral du Québec, Thomas DeMarco, candidat du Parti vert du Québec et Marlène Chartrand, candidate pour le Parti de la loi naturelle du Québec, obtiennent respectivement : 5 371, 407 et 372 voix. Cela représente soit 40,00%, 3,03% et 2,77% des votes.
Lors des élections générales de 1998, Michel Létourneau obtient 6 482 voix, soit 48,22% des votes. Ses adversaires Claude Éric Gagné, candidat pour Parti libéral du Québec et Steve Paquette, candidat pour l'Action démocratique du Québec, obtiennent respectivement : 5 517 et 1 443 voix, soit 41,04% et 10,74 des votes.
Lors des élections générales de 2003, Michel Létourneau obtient 5 744 voix, soit 50,11% des votes. Ses adversaires Donald Bubar, candidat pour Parti libéral du Québec et Gloria Trudeau, candidate pour l'Action démocratique du Québec, obtiennent respectivement : 4 258 et 1 460 voix, soit 37,15% et 12,74 des votes.

## Archives
Les archives de Michel Létourneau sont conservées à l'Assemblée nationale du Québec.